# Individualisme
L'individualisme és una teoria o doctrina que determina que l'única realitat és la pròpia de l'individu i en aquesta realitat regeixen les normes que li són pròpies. L'individualisme propugna l'autonomia i la facultat de cada individu de governar-se per les seves pròpies lleis i és antagònic a la servitud, a l'esclavatge, a la submissió i altres formes de dependència i de sotmetiment.
A causa de les diferents concepcions de partida, no s'ha de confondre l'individualisme amb l'egoisme, amb l'utilitarisme, amb el liberalisme, el narcisisme, el personalisme, etc. encara que tots ells tenen components individualistes. L'individualisme és el contrari del col·lectivisme mentre que el contrari de l'egoisme és l'altruisme. L'egoisme se centra en benefici propi i es pot manifestar utilitzant normes socials alienes al subjecte.
Per l'individualista la individualitat té el concepte de valor suprem. Els defensors de l'individualisme sovint abonen l'egoisme ètic i el liberalisme econòmic.
El terme individualisme comporta una gran confusió. En totes les situacions on es presenta l'individualisme es poden trobar opinions que en altres situacions poden ser contràries, de favorable a desfavorable. En termes econòmics, l'individualisme pot tenir opinions favorables de les mateixes entitats que s'hi oposen en, per exemple, la religió.
Actualment l'individualisme es tracta majoritàriament en estudis de sociologia i economia tot i que la seva influència es fa notar en qualsevol activitat humana.

## Generalitats

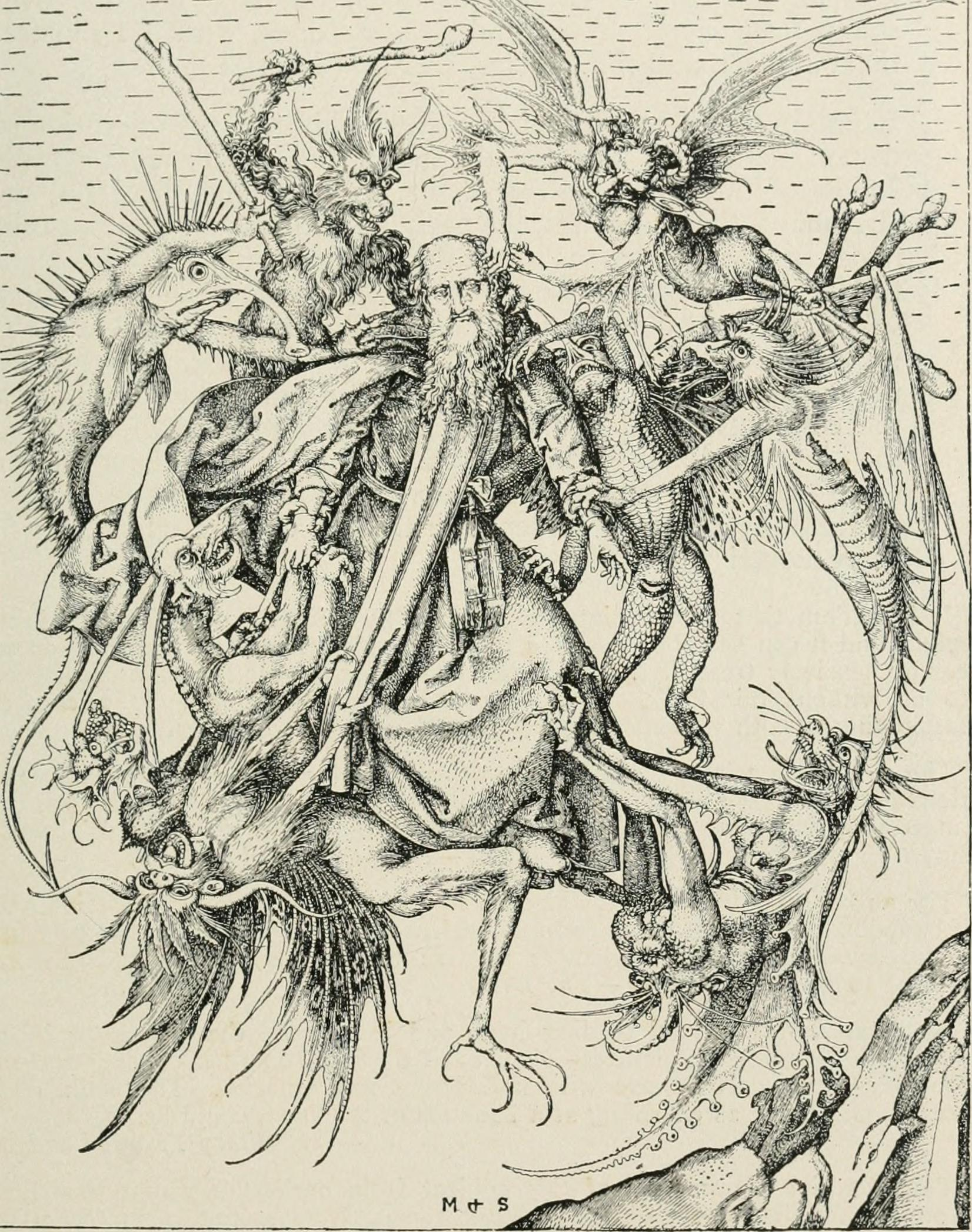
Dimonis assaltant l'anacoreta Sant Antoni Abat

L'individualisme forma part de la posició de l'home en la societat, així com ho fa el seu complementari, el col·lectivisme. Tant en l'individualisme com en el col·lectivisme la societat hi formula aproximacions en filosofia, en l'ensenyament, en l'economia, la política, l'arquitectura, en l'Art, que promouen en major o menor mesura tant l'un com l'altre.
També es reconeix l'existència de l'individualisme en el regne animal on es contraposa al gregarisme de determinades espècies. L'individualisme de l'ésser humà no té uns límits estrictament definits en la majoria de casos. També hi ha diverses incorporacions més o menys graduals com en el cas dels col·lectius anarquistes o dels defensors de l'individualisme en l'economia de la societat en la qual viuen. L'anacoreta és en un extrem de l'individualisme.
Un estudi sobre l'individualisme ofereix profusió de peculiaritats segons la seva implicació en la filosofia (com teoria i com doctrina), en la política (com sistema), en l'art, en l'economia (com mètode, sistema), en l'educació, l'arquitectura i l'urbanisme, la religió, la sociologia i en l'estat de la tècnica actual. Les societats es veuen alterades per diverses circumstàncies en el transcurs del temps i cal tenir en compte l'efecte que exerceix cada geografia i clima en les societats i els individus que la integren. Un altre condicionament en la intensitat en l'exercici de l'individualisme és la proximitat de l'individu a lleis o normes socials, estatals, religioses que l'individu percep, com per exemple les normes habituals en l'entorn familiar, més properes, i les lleis del dret internacional o de religions alienes, més remotes.
L'ètica de l'autenticitat assenyala com a «cert» que cada individu té una forma original de ser (ser humà) i ho viu a la seva manera. Per Jacques Lacan, l'única cosa de la qual un se'n ha de penedir és trair el seu propi desig. L'individualisme només es pot establir si hi ha condicions psíquiques que permetin l'alliberament del condicionament que es percebi de l'exterior i el poder de disposar de recursos per aconseguir els fins proposats.
En totes les activitats humanes són presents uns límits que segons el caràcter individualista es consideren impediments per l'acció. Aquests límits són de moltes naturaleses diferents: les lleis, la ignorància, la reputació, el parentiu, el cos propi, el pecat, la maternitat, «els altres», la geografia, el temps, el deute, l'empresonament, etc., etc., etc. mentre que els límits pel col·lectivisme, tots o en part, poden percebre’s com una utilitat que doni punts de referència per construir els itineraris en els quals el col·lectivista es proposi discórrer. L'individualista lluitarà per vèncer els límits i així progressar per aconseguir els seus objectius.

### Temes relacionats
- Solipsisme

En filosofia (solus ipse, només jo) el solipsisme ens dona una visió radical idealista, immaterial, que només reconeix la realitat del propi jo i que deriva en una manifestació social d'arrogància i moral d'egoisme sense entrar en l'acció material de l'individu com és el cas de l'individualista. El solipsisme arriba a dubtar de l'existència d'altres éssers. L'existencialisme declara com indubtable l'ésser del propi individu però també el de «l'altre», com a subjecte, amb qui es relaciona i es limita, recíprocament. El filòsof i economista escocès Stuart Mill fixa com únic límit de la llibertat de cada individu la llibertat dels altres i defensa com a bones les accions que donin resultats beneficiosos; l'existencialisme manifesta la crítica que aquest límit no es respecta mai doncs les relacions amb «l'altre» són de conflicte.
- Personalisme

Entenem com «persona» un individu amb els atributs i qualitats que el distingeixen de les altres persones i des del moment que té les capacitats de sobreviure. El Personalisme és la doctrina que manté el valor superior de la persona per sobre del de l'individu. Per Castilla del Pino l'individu és dintre de la realitat, però ell no és la realitat; a la persona li corresponen les actituds i la conducta per establir una dialèctica amb els altres però a l'individualista la conducta no li estableix cap diàleg amb l'entorn. Els atributs i característiques de la persona faciliten la seva classificació i accés. El «sotmetiment» és un vincle que correspon en primer lloc a la persona, mentre que a l'individu li correspon el vincle de «dependència».
- Submissió

És l'extrem oposat a l'individualisme que Shakespeare presenta en l'obra Antoni i Cleòpatra i en múltiples altres situacions. Les dones tenen retallat l'individualisme estant en situació de dependència.
- Individualisme metodològic

L'individualisme metodològic és una formulació en les ciències socials que vol explicar els fenòmens col·lectius com a resultat de l'agregació de les accions de tots els individus que componen la col·lectivitat de referència.
- Estructuralisme

Segons aquest pensament, iniciat per Ferdinand de Saussure (Curs de lingüística general) i continuat per Claude Lévi-Strauss, Louis Althusser i Michel Foucault, el que dona realitat a un individu és el fet de formar part d'un sistema. Aquest sistema, consistent, cohesionat, es regula autonòmicament i l'individu que n'és part se'l considera tant com a subjecte com a objecte.
- Holisme

Segons Jan Smuts, autor d'una monografia política sobre l'holisme (del grec ὅλος / hólos total, sencer), la natura té la tendència a constituir conjunts que arriben a ser de valor superior a la suma de les seves parts mitjançant una evolució creadora. Aquesta concepció és contraposada al reduccionisme.
- La por

La família és la primera societat en la qual l'individu es relaciona (excepte casos desgraciats o estructures socials modificades com els Quibuts) i és la font de dependència, d'aprenentatge i del sentiment de seguretat. L'infant aprèn a desconfiar de l'entorn exterior desconegut. La por que es crea dins el món reprimeix les llibertats individuals, pertorbant els sentits. És una «mà invisible» que anul·la la valentia i l'audàcia. L'individualisme necessita la valentia per alliberar-se de la por que prové del món exterior, valentia que també prové de la societat.

## Art
Una al·legoria que mostra el concepte que té l'artista de què és la «realitat» es veu en un conte xinès sobre la fugida que un pintor, que és empresonat, fa quan es posa a córrer i desapareix dins del seu propi quadre escapant-se del seu captiveri.
Per Oscar Wilde, l'Art és la forma més intensa d'individualisme que ha conegut el món. 
La paraula art comporta un sentit de fer o produir alguna cosa amb una habilitat particular o les eines i materials com les «arts de pesca».
Aquí es mencionen les 5 disciplines clàssiques de l'Art de les moltes altres existents en l'Art. El concepte que han de seguir qualsevulla obra d'Art són atribuïbles a un individu, que realitza una obra, forma significativa, concreta, feta amb intuïció, expressiva, utilitzant símbols o no, entre altres característiques.
L'invent individual de la impremta de tipus mòbils, de Gutemberg, va permetre l'expansió per tot Europa de l'Art del Renaixement que s'inicià a Florència (Itàlia) i que s'estengué a altres esferes del coneixement.
La percepció de les obres d'art pot ser seqüencial (escriptura, veu, música), en paral·lel (pintura, arquitectura, escultura) o en combinació (arts dramàtiques.) Com més seqüencial és la percepció més fàcil és per l'individu fer-ne atenció i comprensió o gaudi.
- La Pintura

Començant amb les pintures prehistòriques de les coves d'Altamira, de Cogul i de Lascaux entre d'altres, que demostren l'existència d'una activitat dins la societat que valorava prou l'art per a tenir pobladors que amb les seves capacitats, habilitats i coneixement, quedaven lliures d'altres feines també necessàries per a la comunitat i així poder dedicar el seu temps a l'Art.

L'època clàssica dels grecs i dels romans
Era la continuació de la pintura anterior a Egipte i Mesopotàmia. La funció de la pintura en aquesta època era decorativa i s'aplicava sobre murs i parets de temples i habitatges, que en l'actualitat mostren una forta degradació. Es conserven millor les que es varen fer per decorar vasos i àmfores i altres objectes en argila. La pintura de l'Edat Mitjana també és bàsicament sobre parets i els temes són religiosos. Fins al Renaixement, les pintures tenien el «punt de vista» col·lectiu.
El Renaixement
La individualitat d'alguns artistes, entre ells i de forma rellevant en Giotto di Bondone, va propiciar el Renaixement, on es va potenciar l'ús de la perspectiva en la pintura amb el qual entra en la pintura la importància d'«el punt de vista» d'un sol individu. Les tècniques de la perspectiva en la pintura varen ser utilitzades per Giotto, Masaccio, Veronese i Pinturiccio principalment. Accions destacades d'individualisme en la pintura del Renaixement són les de Leonardo da Vinci (1452-1519), creador de l'sfumato.
Les possibilitats que la llibertat i la independència en la creació dels artistes a Venècia durant segle xv va permetre la successió de noves escoles i estils com el Manierisme, el Barroc, etc.
Filippo Brunelleschi (1377-1446) va aplicar els seus coneixements en matemàtica per implantar la perspectiva lineal en la pintura, tot i que ell és reconegut principalment per les seves obres d'escultura i arquitectura.
El moviment romàntic va reforçar l'individualisme de l'artista ja anteriorment a l'aparició de l'impressionisme i altres disciplines que sorgiren posteriorment, com el realisme, el modernisme, el fauvisme, el cubisme, el pop-art, Arts and Crafts i molts altres, estenent l'individualisme seguint les concepcions de la postmodernitat.
Per Marshall McLuhan la pintura de cavallet, amb obres portables, com en el cas dels llibres impresos, va contribuir molt al culte a l'individualisme. El procés de la humanitat en sortir de l'estructura social tribal, quan sorgiren homes amb característiques que els feien destacar de la resta de la seva comunitat, McLuhan ho considera que, juntament amb la creació de representacions pictòriques i l'individualisme formen la mateixa entitat: destribalització, individualisme i representació pictòrica.

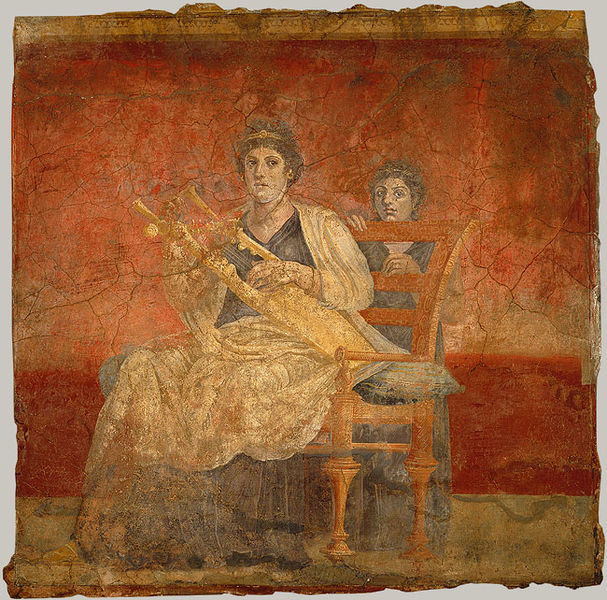
Pintura mural del 1er segle AdC. Boscorealle (Itàlia)
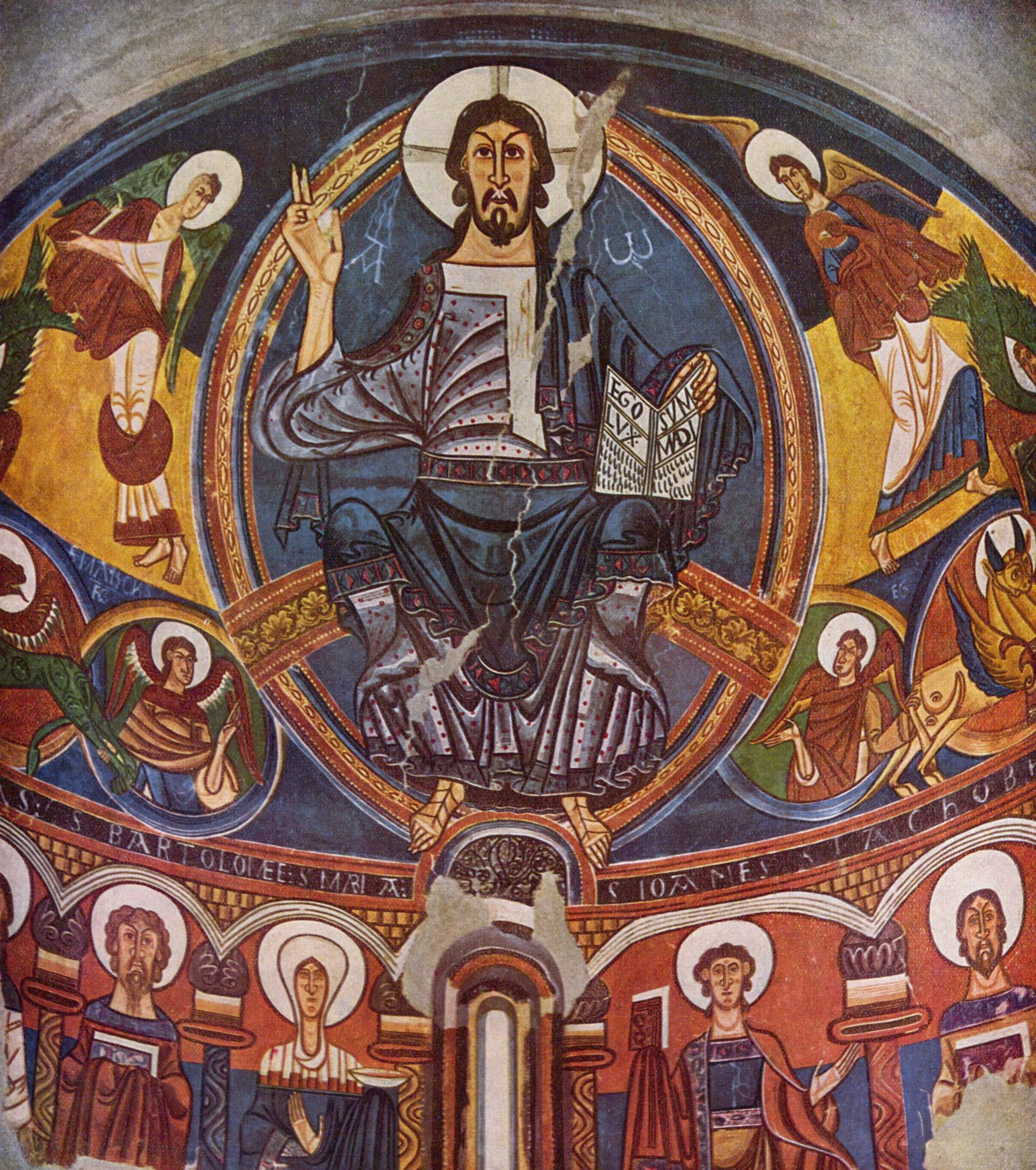
Pantocràtor a Taull
Anunciació a Santa Anna. Giotto di Bondone
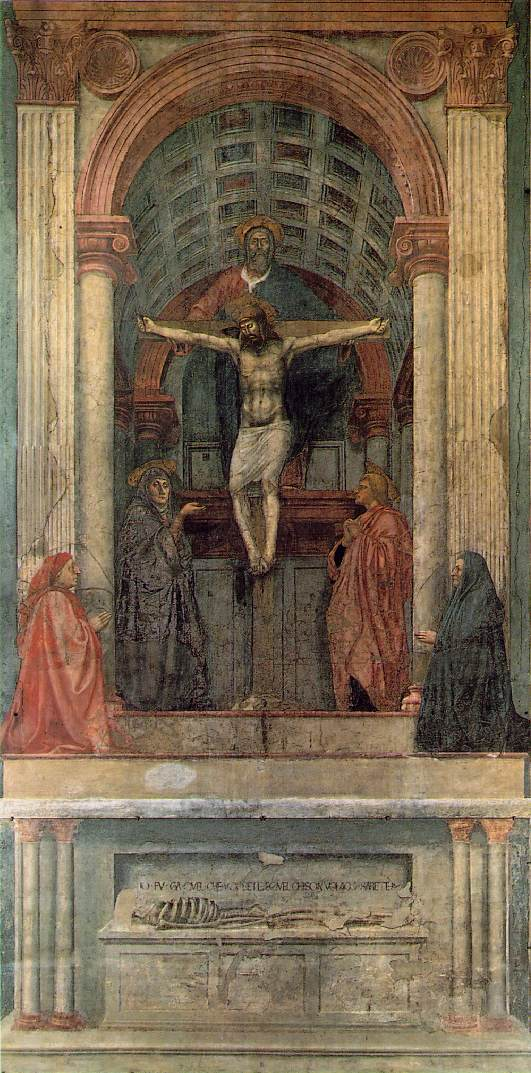
La Santíssima Trinitat. Masaccio
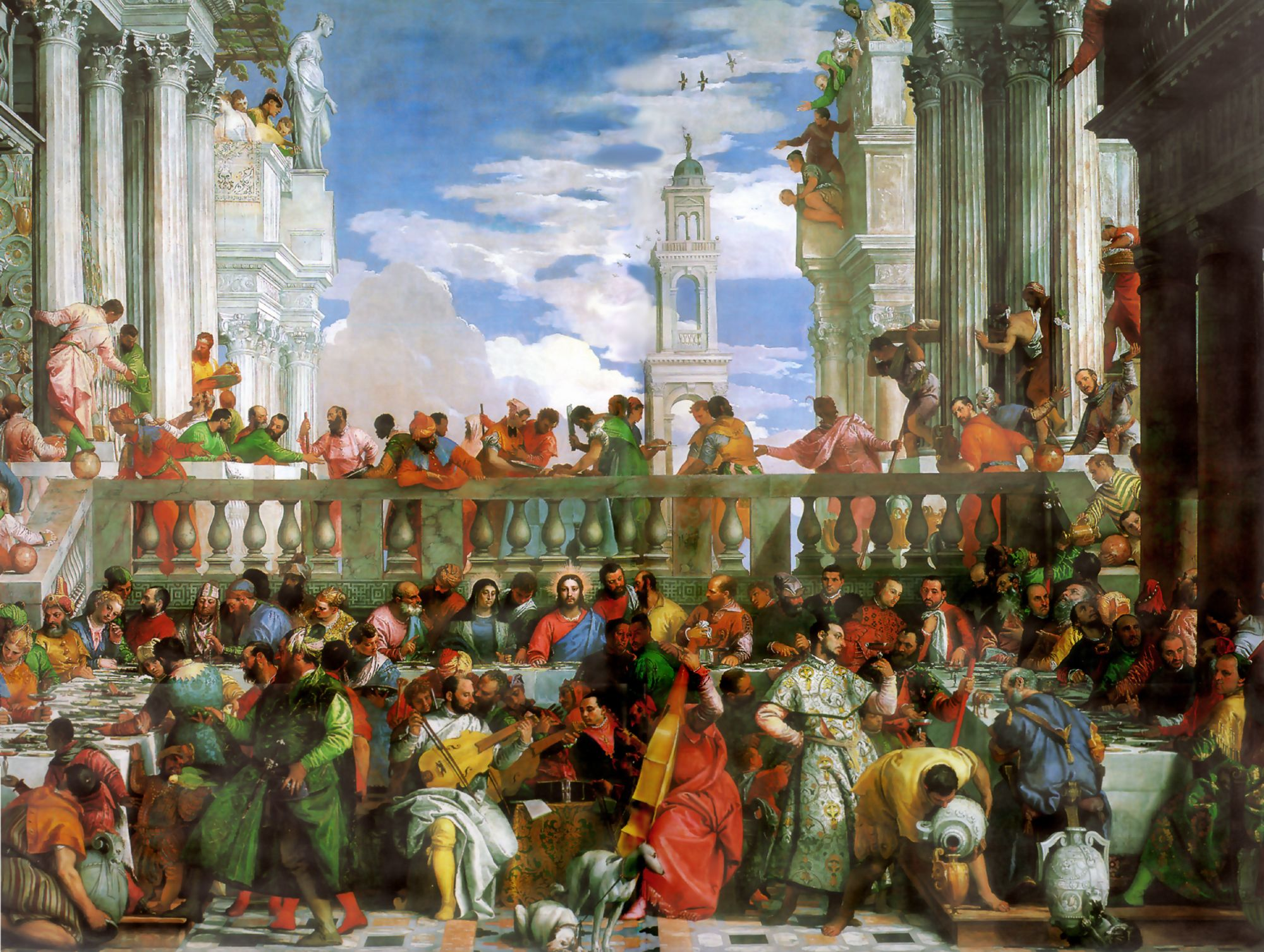
Bodes de Canà. Veronese

- L'escultura

Començant amb les escultures prehistòriques de Stonehenge, Willendorf, de Baza, de Gavà, dels Talaiots, Taules i Navetes de Menorca i a la comarca de La Selva a Catalunya, el procés, com en la pintura, es prosseguí amb les escultures monumentals a l'Imperi egipci i posteriorment a l'Època Clàssica de Grècia i Roma.

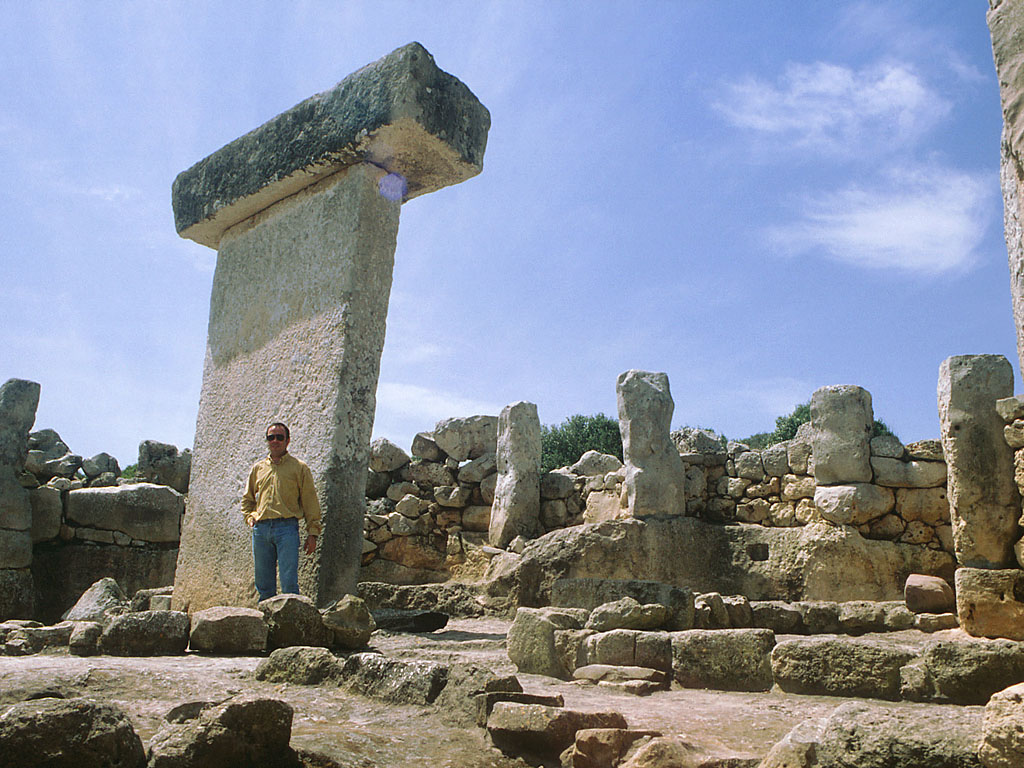
Taula a Torralba d´en Salord, Menorca
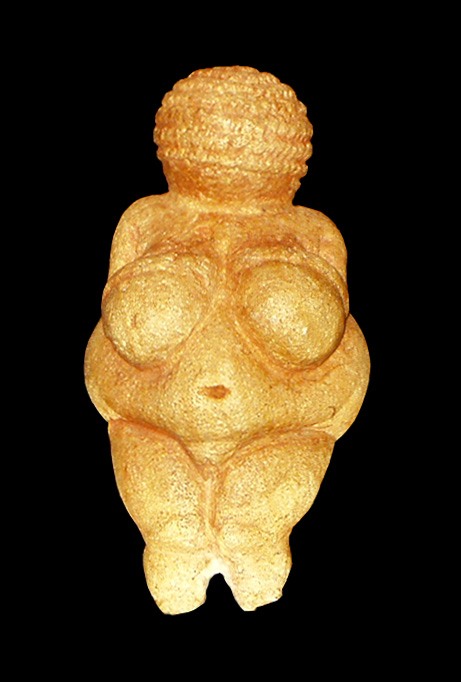
Venus de Willendorf
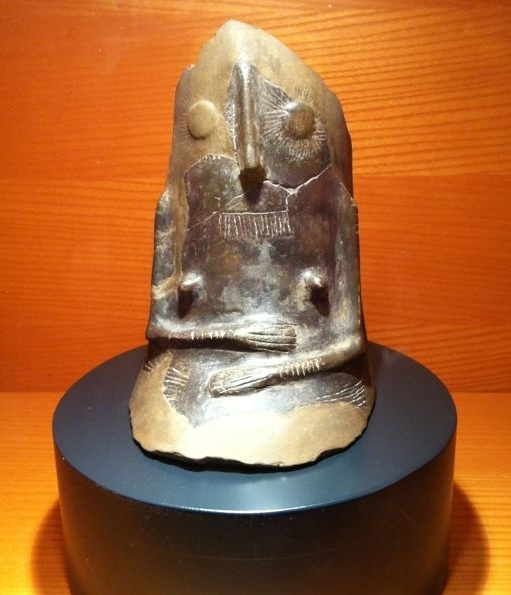
Venus de Gavà
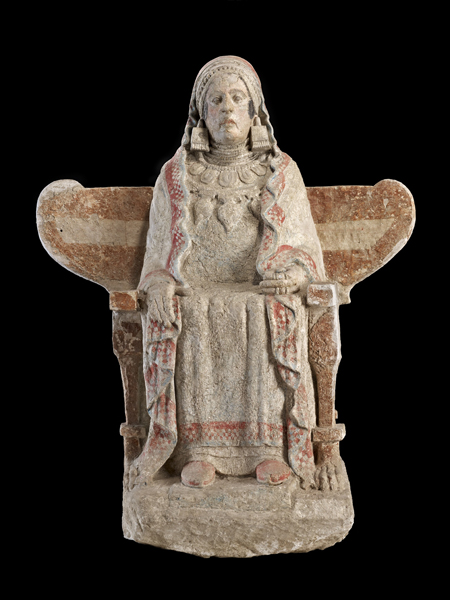
Dama de Baza

Destaca com escultor Miquel Àngel (1475-1564) que també va ser arquitecte, pintor i escriptor a l'època del Renaixement. Va ser qui trencant amb el classicisme va iniciar l'època del Manierisme, estil precursor del Barroc. De molt jove va demostrar la seva capacitat per dedicar-se a l'art de l'escultura.
- L'arquitectura

L'atenció que dona l'arquitectura a l'individu i la creativitat renovadora de l'arquitecte es pot veure en edificis com el Walden 7(1975) a Sant Just Desvern, Barcelona, la Hudertwasserhaus de Viena, la Cité Radieuse de Le Corbusier a Marsella. Altres arquitectes destacats: Gaudí, Oscar Niemeyer, Ricard Bofill, Frank Gehry, entre d'altres.
- La música

Per Hegel:
| « | El principi de la música el constitueix la interioritat subjectiva. | » |

Entre els grans músics destaca L.V. Beethoven amb una forma individual de convertir les seves «idees» en música. Tal com indica Furtwängler, la creació d'una obra musical necessita un complement en la interpretació, que es basa en la individualitat artística de l'intèrpret, qui és solista en peces instrumentals o el director en obres simfòniques amb orquestra. Un exemple d'individualisme són les improvisacions que formen part essencial en la música de Jazz. El compositor W.A. Mozart ja destacà en improvisacions a l'edat de set anys. En el món de l'òpera, Richard Wagner va fer un canvi important en la disposició física del lloc a l'escena on l'orquestra se situava en les interpretacions de les seves obres, canvi que ha perdurat fins a l'actualitat i s'ha estès en totes les interpretacions i en tots els teatres. El compositor alemany Schönberg, autodidacta, va estructurar el dodecatonisme. Altres innovadors en la composició: Charles Ives, Edgar Varèse, John Cage entre molts d'altres.
Un exemple d'avinença de l'individualisme i el col·lectivisme en la música es troba en les obres corals. Un exponent destacat va ser Josep Anselm Clave i Camps.

## Arquitectura i Urbanisme
L'orientació utilitària és general en l'arquitectura i l'urbanisme i particularment en la construcció d'habitatges, que li dona la característica de ser l'art inicial tenint com a fi el resguard i la protecció del seu habitant individual. Quan el fi és l'habitatge col·lectiu tenim monuments i edificacions públiques a la Grècia clàssica, la Gran Muralla de la Xina, el Coliseu de Roma i l'enginyeria per construir aqüeductes, vies de comunicació, ports, etc. i modernament, els convents, falansteris, presons, residències, casernes i hospitals entre d'altres.

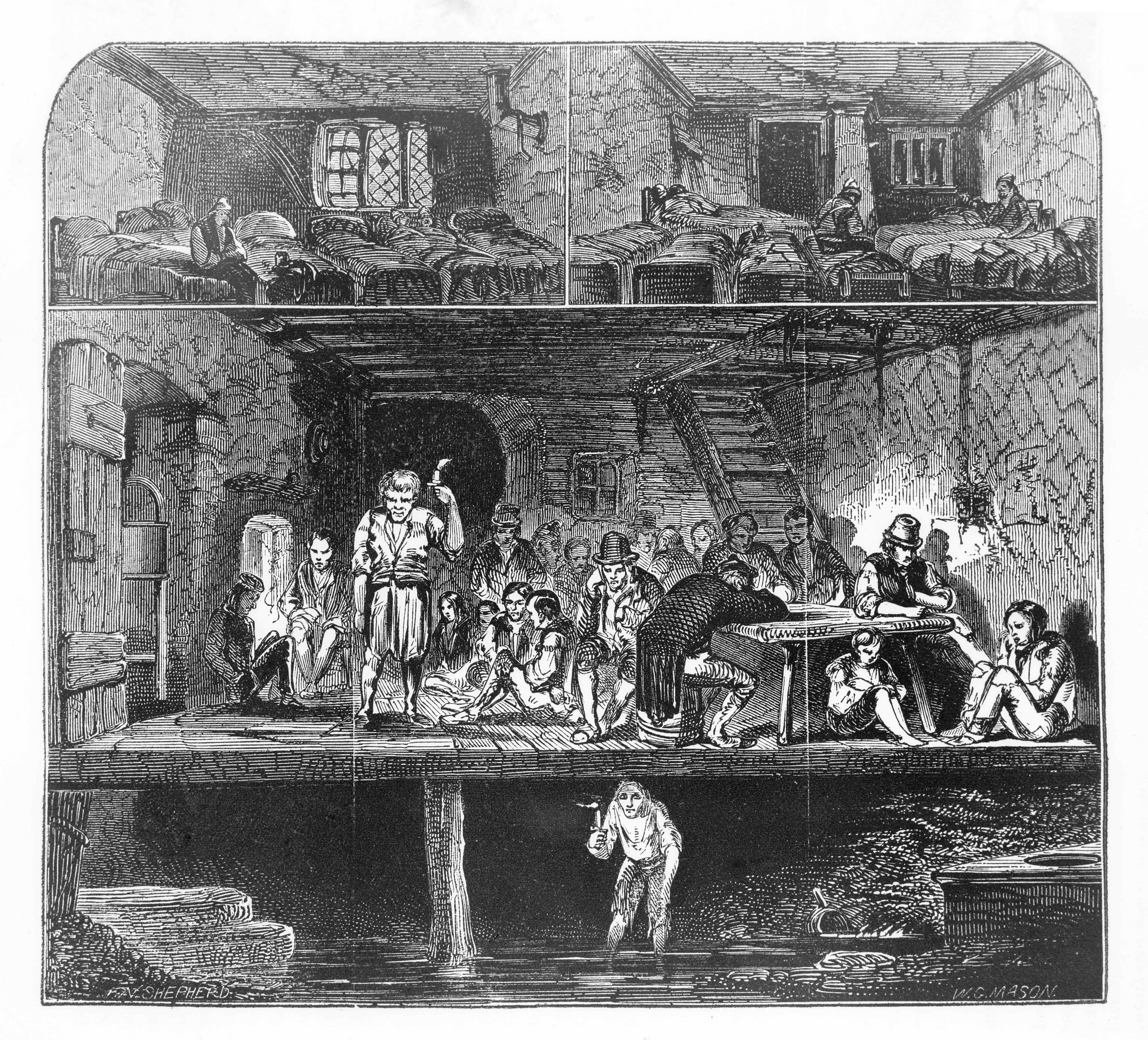
Una pensió a la Gran Bretanya. Publicat l'any 1848.

Per Marta Segarra les ciutats tenen tres espais: l'habitació (espai íntim), la casa (espai privat) i el carrer (espai públic). L'arquitectura i l'urbanisme afavoreixen o dificulten l'individualisme segons la mentalitat de l'arquitecte o urbanista, segons els recursos econòmics, segons l'espai disponible, etc.
Per l'urbanista austríac Ernst Egli (Viena, 1893-1974) els principals elements estructurals d'una ciutat són la casa, el carrer, la plaça, els edificis públics i els límits imposats per la geografia del lloc on s'ubica. Les característiques culturals i socials donen més importància a un o altre dels elements esmentats per Egli. Al món llatí es feien les ciutats a partir de l'element «carrer», al voltant del que es construïen les cases.
Les dimensions dels habitatges determinen si l'habitant pot crear-se la «seva» llar on identificar-se. Gaston Bachelard (1884-1962) opinava que és necessari disposar d'unes golfes i un soterrani per emmagatzemar records agradables i pels no agradables. La disposició dels espais dels habitatges ha canviat de les cases amb poques parets o sense parets (les més humils) a les cases actuals amb moltes parets i passadissos.
L'economia és un gran determinant de l'arquitectura, així com el clima (els habitatges a Finlàndia diferents dels del Marroc, amb climes diferents), el mètode de producció (agrari, industrial, serveis on es construeix), la geografia (urbana, agrària) però l'arquitectura es basa no tan sols en els «objectes» (portes, parets, superfície, façana...) sinó també en les accions, els moviments de qui hi viu: seure a taula a més que la mateixa taula, llocs on aïllar-se, llocs on compartir, etc. L'aprofitament d'espais industrials obsolets o golfes (en anglès, lofts) d'edificis per fer-ne habitatges comporta un estil postmodern.
Però en l'arquitectura també sorgeix d'un propòsit simbòlic com es coneix en el mite de la construcció de la torre de Babel, els monuments funeraris de faraons d'Egipte, temples com a residència dels déus, construccions monumentals com el palau de Versalles entre molts altres en tot el món. És en aquest propòsit simbòlic que l'arquitectura entra plenament en les obres d'art. L'arquitectura es vincula amb l'individualisme tant en la pràctica de l'arquitecte com tècnic com en la de l'arquitecte com artista que trenca amb els corrents habituals del disseny de forma innovadora, personal i arriscada, enfrontant-se a plans urbanístics, restriccions econòmiques, experimentant tècniques, etc.
Amb l'objectiu del control d'individus (presidiaris) hi ha una especialitat en l'arquitectura que és la panòptica iniciada per Bentham.
Les «ciutats intel·ligents» tenen instal·lats sensors i càmeres per optimitzar l'activitat ciutadana facilitant tasques burocràtiques i de servei. La informació que proporcionen aquests sensors juntament amb les tècniques d'estudi de dades sobre itineraris físics o virtuals i el tractament informàtic d'imatges dels ciutadans permeten anticipar-ne les decisions, com actualment fan Amazon i Google (empreses de les més conegudes.) Aquestes eines també poden anticipar accions ciutadanes (aglomeracions, protestes, rebel·lions, etc.) per ser utilitzades per les institucions, empreses de transports, etc. Els individus de la ciutadania tenen una capacitat de control sobre les eines esmentades i les dades incomparablement inferior respecte al control en poder de les autoritats, institucions, els seus proveïdors i els fabricants. Segons E. Morozov, aquestes tècniques esmentades formen la «…capa extra d'identitat construïda a partir de les nostres tecnologies … que fa que el futur de la desobediència civil sigui molt incert.» Amb aquests medis es limiten greument les capacitats d'experimentació i espontaneïtat característiques de l'individualista.
El propòsit col·lectiu de l'arquitectura correspon a l'urbanisme, com es concretà en l'ordenació urbana a ciutats com Alexandria i Roma, a l'Antiguitat.
Actualment la majoria d'humans habiten en ciutats on es troben àmbits molt diversos, on algunes zones han sorgit sense haver-se planificat: barris de barraques, centres de negocis, ciutats-dormitori, zones amb control d'accés i vigilància privada, urbanitzacions infrautilitzades (conegudes amb el nom de «fantasmes»), urbanitzacions turístiques, multipropietats, etc. Tota aquesta diversitat, originada per la pressió econòmica i parcialment regulada per les institucions, ha canviat els paràmetres socials dins els quals l'individualisme de les poblacions del segle XX en surt afectat.
La invenció de l'ascensor en l'edificació va comportar l'expansió de l'urbanisme amb el creixement en vertical, en lloc de l'horitzontal. El creixement en vertical comporta l'eficiència en recursos (serveis, transport, distribució de matèries, etc.) mentre que el creixement en horitzontal afavoreix la integració social (però amb segregació per nivells de renda), la indústria de fabricació automobilista, etc. Es coneix com a «ciutat o urbanització fantasma» les construccions resultants de la manca de planificació centrada en els individus que hi viurien. El resultat és una gran despesa de diners públics i unes construccions i serveis amb pocs o sense habitants doncs pocs es volen supeditar als plans de l'Estat. Quan en lloc d'una planificació urbanista estatal es troba el «laissez faire» del liberalisme el resultat és el de «Ciutats privades» on regna l'individualisme, la separació per nivells de renda, les empreses de serveis, seguretat, escoles, comerç, etc. com eren a Catalunya les colònies industrials on els obrers habitants i llurs famílies en algunes colònies hi tenien restringides les sortides.
L'aplicació de l'individualisme en el tipus de construcció d'habitatges amb espais diàfans, en la ubicació de portes i tot el que sigui elements separadors, com en la construcció d'edificis per habitatges amb la dimensió i accés als espais socials.
En l'Antiguitat la majoria de la població era al món agrari i no s'agrupava en ciutats sinó que residia en el camp, on tenia els mitjans de subsistència i on les possibilitats de col·laboració són menors. Viure en ciutats apropa els individus mentre que en el camp les distàncies ho dificulten.
Segons el document de l'ONU sobre les previsions d'urbanisme mundials, actualment hi ha 28 ciutats amb més de 10 milions d'habitants i l'any 2030 n'hi haurà més de 40. La població total mundial creixerà un 90% a Àsia i Àfrica en comparació amb la resta del món. Partint de dades de l'any 1950, la població urbana creixerà del 30% fins al 66% l'any 2050. A Catalunya hi ha legislació pròpia sobre urbanisme (m² de serveis per terreny urbà) però sobre la prestació de serveis de justícia, seguretat i protecció no existeixen directrius europees segons Maria Lluïsa Marsal.
Les ciutats del món musulmà es caracteritzen per la geografia i el rigor del clima de la seva ubicació i ho fan influïdes per la cultura islàmica, d'igualitarisme. Un tret característic musulmà és preservar la intimitat de la vida privada i el sentit religiós de l'existència que segons es pot llegir a l'Alcorà «l'interior de la teva casa és un santuari» i, per tant, ha d'impedir les intromissions amb parets altes, evitant obertures a l'exterior. La llum entra mitjançant el pati interior. En construir les llars de «dintre cap a fora» aquestes ciutats es caracteritzen pels carrerons no planificats, estrets i sinuosos i sovint sense sortida. En aquestes ciutats els edificis dels ciutadans rics no mostren externament l'exuberància sí que mostren a dins. Els llocs de socialització oberta de les ciutats del món musulmà son en l'exterior dels mercats i en les termes/banys interiors.
Les ciutats del món islàmic es conformen seguint les convencions religioses de recolliment i privacitat, fent que la vida social sigui «de portes en dintre» i els carrers i les places siguin de mínimes dimensions i sense seguir un pla urbanístic previ. El mercat, zoco, és el lloc social i comercial que cada setmana agrupa els ciutadans en aquestes ciutats, de forma similar al que es fa a la «plaça del mercat» europeu.
En la formació de les ciutats és habitual, principalment en el món mediterrani, es troba una plaça en la qual es comercia, on els discuteix, on es fa conèixer les novetats de l'autoritat, etc. En zones de clima més extrem la plaça no té la mateixa forma, pes social o articulació, com té en altres localitzacions geogràfiques amb clima més benigne.
Als espais de consum (supermercats, grans magatzems) es fa un disseny encaminat a propiciar un o un altre consum, segons determini l'enginyeria comercial. A l'urbanisme de les ciutats ens podem trobar amb aquestes planificacions que no tenen en consideració els interessos particulars individuals de l'habitant: després de formalitzar els contractes amb empreses de determinats sectors proveïdores de determinats serveis, es creen espais lúdics en determinada zona i es configuren les comunicacions, avingudes, connexions amb aeroports/ports/autopistes, espais residencials i de serveis adequats a afavorir la previsible concurrència.

## Dret
Sense oblidar que l'individualisme comporta no reconèixer més lleis que les pròpies de l'individu, es considera el dret com el conjunt de normes que han de regir les activitats humanes. Hi ha concepcions sobre el caràcter natural, el caràcter diví, el caràcter històric o progressiu/evolutiu del dret. La justícia resulta de l'aplicació de les normes segons quin sigui el dret que es consideri.
El que és «just» pot ser el resultat d'una convenció, el qual es troba en el liberalisme i l'utilitarisme, doctrines que consideren l'evolució de la humanitat com un esdevenir espontani sense haver-hi un «fi o objectiu». També es pot entendre el que és just donant-li categoria de «realitat» i no com a abstracció o convenció. En concepcions religioses o en els totalitarismes, el que es considera ser «just» és inqüestionable, és universal. En aquest cas, l'evolució de la humanitat té un fi, un objectiu, un ideal, i no s'hi admeten desviacions en la direcció ni el sentit del progrés.
El jusnaturalisme deriva del dret natural, ja mencionat en temps de Ciceró. Les doctrines jusnaturalistes són presents a la base de moltes de les teories del contracte social.
Cada concepció del dret comporta un tractament sobre l'individualisme. Segons el dret natural el que és «just» té categoria d'universal, estable, i segons el dret positiu, històric, és el que evoluciona amb la humanitat. La religió identifica el dret diví com Natural amb importants modificacions.
En la creació de les lleis que regulen el dret en els Estats hi ha l'aproximació individualista de F. Hayek que indica que les lleis surten de l'esdevenir espontani (no programat) en el progrés de la societat, contràriament al pensament de Jean-Jacques Rousseau que en el «contracte social», coincidint amb Descartes, basa la seva elaboració en un dret natural preexistent en la humanitat. Això comporta un desplaçament del dret vers la moral. Quan l'home és el titular del dret, es progressa cap al liberalisme.
Jurídicament, Radbruch estableix tres nivells per categoritzar el dret dels individus integrants de la societat: concepció individualista (la llibertat), concepció sobreindividualista (la societat) i la transindividualista (la cultura.) Per cada individu, si reconeix la necessitat de l'existència d'un Estat, la funció d'aquest és garantir el dret a l'autonomia i la llibertat per exercir-la sempre que no s'atempti contra els drets fonamentals dels altres. Si no es reconeix la necessitat que hi hagi Estat, ens trobem amb l'anarquisme.
En les constitucions dels Estats occidentals es dona a la privacitat de l'individu la categoria de dret.
La figura del colonitzador ve marcada per les accions de l'individu colonitzador en un territori desconegut prescindint de les possibles lleis locals, normes, costums que siguin pròpies del territori a colonitzar, tot i que puguin haver-hi normes o lleis sobre com fer la colonització. La colonització que sorgí després del descobriment d'Amèrica, descobriment propiciat per l'individualisme de Cristòfor Colom, va demostrar la força de l'individualisme en els personatges de Pizarro, Cortés i d'altres. La defensa de les pròpies accions individuals i normes presents durant la colonització dels territoris d'Amèrica del Nord encara es poden veure en el dret constitucional dels EUA: dret de portar armes als ciutadans particulars. La societat estatunidenca és considerada la d'esperit individualista més fort, per motius històrics, econòmics i culturals, entre d'altres. La «compliance penal» o «Compliment legal» també conegut com a Responsabilitat Social Corporativa, és un terme que identifica normes que cada individu al actuar dins una organització (normalment empresarial) ha de complir amb relació al seu entorn (empresarial, social, personal, protecció del medi ambient.) Aquest deure de cada individu el regula la Norma ISO 26000. A la UE hi han directives d'obligat compliment a les empreses sobre els riscos als quals s'exposen els treballadors.

## Religió
En totes les religions, la salvació, l'encontre amb el Déu és una qüestió individual exclusivament. La religiositat individualista de qui és creient prioritza la relació directa amb Déu i posa l'estructura eclesial en segon terme, però totes les grans religions prediquen la fraternitat. El suïcidi és una acció extrema de desvinculació de la societat, sigui per allunyament, per conflictivitat o per rebuig d'agressivitat en contra, tot i que hi ha hagut també suïcidis col·lectius en grups seguidors de determinades creences religioses o per defugir les conseqüències de la invasió d'una força armada.
La integració dels creients de cada església, disminueix la presència de l'individualisme al fomentar el col·lectivisme. La pràctica d'un culte genera col·lectivisme.
- Cristianisme

L'individu-persona, imago Dei, se salva o no, però sempre individualment. El catolicisme fomenta el col·lectivisme i és al nucli de l'Església, com a institució. Amb la Reforma iniciada per Luter, en el protestantisme i principalment en el calvinisme l'individualisme té més importància i no és obstaculitzat, i es considera part de l'èxit en els termes econòmics de les societats practicants d'aquestes religions.
El càstig a l'individualista que pren la decisió de separar-se de la comunitat es veu en la paràbola del fill retrobat.
La salvació és una qüestió estrictament individual.
És habitual a les organitzacions religioses protestants el que no existeix una jerarquia entre el clero, els sacerdots no depèn més que de si mateix i la seva consciència, igualment que el seglar. El protestantisme és una religió que dona més facilitat a l'individualisme en comparació al catolicisme o el judaisme.
- Islam

La llengua àrab es diferencia, entre moltes altres coses de les llengües europees d'arrel indoeuropea, en què no té les dues paraules (ésser i existència) amb dos significats diferents. La paraula àrab «wujûd» (existència) fa referència a ésser segons la funció que tingui en el discurs.
L'islam tan sols considera l'individualisme en termes religiosos delimitat pels preceptes de l'Alcorà. La pràctica de l'individualisme no es considera perjudicial excepte quan un individu es beneficia a expenses d'altri, i el sistema d'economia liberalista està acceptat en el món musulmà. L'anarquisme no es tolera per allunyar els humans del camí vers Al·là.
Segons Max Weber, l'Islam no disposa d'un racionalisme que doni lloc a estructures funcionals com per exemple en l'art, en l'existència d'especialistes, en l'estructura de l'Estat, en el dret i especialment en el dret canònic, només existent a Occident.
- Judaisme

El judaisme, sempre perseguit, fomenta el col·lectivisme per la defensa pròpia de la seva comunitat i la unió entre els seus practicants és molt forta. La presència de l'individualisme és considerablement menor que al catolicisme.
Les prohibicions a la usura, practicada dins el cristianisme, que Carlemany va imposar als seus dominis, va afavorir l'entrada dels jueus en el negoci dels crèdits i posteriorment aquest negoci creditici individualista, amb els excessos coneguts com a usura, es va estendre per a la comunitat cristiana.
L'igualitarisme del Pentateuc era comunitari, com per tot el poble d'Israel, i cada individu a la societat tenia responsabilitats respecte als altres.
- Budisme

El budisme se centra en l'individu, ja que cada u treballa i s'esforça a aconseguir el seu propi alliberament. Les comunitats budistes no tenen com finalitat cap solució comuna, tot i que valoren l'ajuda, la compassió i altres propostes socials.
El terme «individualisme» en la religió del budisme es considera tan sols des del punt de vista social.

## Filosofia
L'etimologia del mot individu, «no-divisible», indica qualsevol entitat que, si es divideix, perd la seva identitat com a tal. Aquesta entitat pot tractar-se d'un sol individu o de més d'un individu, però sempre com entitat individual. El sufix «isme» indica que es tracta d'una teoria o d'un cos de pensament que crea una doctrina filosòfica. Tant dins de la Filosofia com en la Sociologia hi ha hagut sempre llargs i ben fonamentats debats sobre el que implica l'individualisme.
L'única realitat que aquest individu pot concebre és «ell mateix». Aquesta idea va partir de diversos treballs de filòsofs com Plató, Aristòtil, i altres en la Grècia de l'Antiguitat. Des del Renaixement aquest individualisme ha estat en les obres de molts pensadors, dels que n'assenyalem els principals en el següent quadre:
| Autor                  | Any       | Nascut a   |
| ---------------------- | --------- | ---------- |
| Thomas Hobbes          | 1588-1679 | Anglaterra |
| René Descartes         | 1596-1650 | França     |
| John Locke             | 1632-1704 | Anglaterra |
| Gottfried Leibnitz     | 1646-1717 | Àustria    |
| David Hume             | 1711-1776 | Escòcia    |
| JJ Rousseau            | 1712-1778 | França     |
| Adam Smith             | 1723-1790 | Escòcia    |
| Emmanuel Kant          | 1724-1804 | Prússia    |
| G.W.F. Hegel           | 1770-1831 | Alemania   |
| Alexis de Tocqueville  | 1805-1859 | França     |
| John Stuart Mill       | 1806-1873 | Anglaterra |
| Max Stirner            | 1806-1856 | Alemania   |
| Sören Kierkegaard      | 1813-1855 | Dinamarca  |
| Mikhail Bakunin        | 1814-1876 | Rússia     |
| Piotr Kropotkin        | 1842-1921 | Rússia     |
| Friedrich W. Nietzsche | 1844-1900 | Weimar     |
| Émile Durkheim         | 1858-1917 | Francia    |
| Max Weber              | 1864-1920 | Alemania   |
| Friedrich Hayek        | 1899-1992 | Àustria    |
| Karl R. Popper         | 1902-1994 | Àustria    |
| John Rawls             | 1921-2002 | EUA        |
| Gilles Deleuze         | 1925-1995 | França     |
| Gilles Lipovetsky      | 1944      | França     |

Hi ha dues concepcions sobre què és «individu»; una és la que l'identifica com a ens en antinòmia al medi on resideix; l'altra concepció l'identifica com conjunt unitari amb característiques que el fan únic i immutable, concepció aquesta que porta a identificar l'Individu com a persona.
La filosofia, que és una disciplina acadèmica eminentment occidental, té els inicis a la Grècia del segle VI a.d.C. Amb l'etapa que va seguir amb l'Imperi Romà la filosofia no va evolucionar a causa de les característiques dominants de conquestes i lluites pel poder, fins que l'aparició del Cristianisme va portar el pensament en direcció a la teologia indicant que la principal obediència a la qual s'ha de sotmetre l'home és la d'envers Déu i, sobretot, més que amb l'Estat. Durant tota l'edat mitjana, del segle xi al XIV, es va mantenir aquesta situació amb un clar protagonisme del poder eclesiàstic que va anar rebent alteracions fins que l'aparició al segle xvi de La Reforma va marcar un canvi radical al enfrontar la llibertat individual a la cohesió social.
- Segons Hegel,[23] l'individu té la llibertat de pensar quan és dins d'una societat amb una política que ho permet. (citat a «Filosofía inacabada»).[44]
- Per Thomas Hobbes només té caràcter de realitat el que sigui constatable pels sentits.
- Per René Descartes la primera certesa és el pensament propi. Base de l'empirisme i del racionalisme.
- Per John Locke, defensor de l'existència de Déu, no ha d'haver-hi idees innates, el coneixement surt de l'experiència. La identitat personal és en poder de la consciència i quan es perd, (dissociació de personalitat, somnambulisme, hipnotisme…) només queda l'individu com àtom de la societat, sense atributs.
- Per David Hume, empirista, que va tenir contactes i divergències amb JJ Rousseau, la intel·ligència es nodreix només de les percepcions que aporten els sentits; les substàncies no són eternes i el món el formen els processos, l'experiència és la font i el límit del coneixement.
- JeanJacques Rousseau amb El Contracte Social[45] va elaborar la concepció que la societat es fonamenta en l'acord entre individus, concepció que ja apareix a La República de Plató. La primera societat és la família.[1]

En l'aproximació a l'individualisme com ideologia, en el sentit modern del terme «ideologia», l'individualisme és la ideologia que col·loca a l'individu com a fonament de tota llei. Un exemple es troba en el filòsof alemany Max Stirner (1806-1856), el pensament del qual desemboca en l'anarquisme, on a l'individualisme se li dona la funció de base per a l'organització política. Segons Gustav Radbruch el Despotisme il·lustrat és una forma d'individualisme amb referències al «Contracte social de JJ Rousseau» dins de la doctrina del «contractualisme». Segons Stuart Mill aquest contractualisme encara que pot combatre el poder absolut també pot servir per justificar l'statu quo que permet el despotisme.
“To know what you prefer instead of humbly saying Amen to what the world tells you you ought to prefer, is to have kept your soul alive.” (Quan saps què és el que tu prefereixes, en lloc de dir humilment Amén al que el món et diu que hauries de preferir, és haver mantingut viva la teva ànima.)

― Robert Louis Stevenson, An Inland Voyage 

“Hi ha gent que s'atreveix a dir que un poble, quan defensa els seus interessos, no ha d'obrar fora dels límits de la justícia i la raó i per això no ha de tenir por de donar tot el poder a la majoria que ho representa. Però aquest és un llenguatge d'esclaus.” 

― Alexis de Tocqueville. Pàgina indómita. 

“…el contingut suprem que pot ser dins del que és subjectiu en si mateix el podem anomenar abreviadament llibertat.”

– Hegel. Lecciones sobre la estètica. 

L'Art és el modus més intens d'individualisme que ha conegut el món. És més fàcil trobar individualistes entre els quals no estan en situació desfavorable de subsistència respecte la economia pròpia.

― Oscar Wilde. El Alma del Hombre bajo el Socialismo.

“All rational action is in the first place individual action. Only the individual thinks. Only the individual reasons. Only the individual acts.” (Totes les accions racionals són en primer lloc accions individuals. Només l'individu pensa. Només l'individu raona. Només l'individu actua.)

― Ludwig von Mises, Socialism: An Economic and Sociological Analysis 

"L'absència d'alternatives aclareix la ment d'una manera meravellosa."

― Henry Kissinger, Diari Ara, p.8, 30/05/2015 

## Economia
Fins al segle xvi l'economia dels pobladors es regia per la necessitat i la supervivència tenint com ajudes les conquestes de territoris i expropiació de béns. El Poder residia en mans dels propietaris de terres, en mans de la noblesa i dels senyors feudals i els seus hereus o hereves. Enric VIII va expropiar béns a l'Església d'Anglaterra i va trencar la rutina del poder estatal anterior amb una nova forma d'Estat. Amb el Mercantilisme el comerç va ampliar el seu abast geogràfic a internacional i intercontinental i no va registrar l'impacte sobre l'individualisme que sorgí de la Il·lustració, amb Locke a Anglaterra. L'acumulació monetària i de metalls preciosos va iniciar una sèrie de condicions objectives que varen permetre l'inici de la moderna estructuració capitalista: l'estructura comptable, l'estructuració formal del negoci dels préstecs (els bancs), la consolidació dels Estats amb un dret elaborat, amb codis de comerç, etc. Segons Max Weber, dins l'economia capitalista només té èxit l'individualisme que cerca l'obtenció de beneficis. Aquest autor estableix una relació entre el racionalisme dels seguidors de la Reforma i l'economia.
Al Segle XVIII, amb David Hume, Adam Smith, Jeremy Bentham, Stuard Mill, i David Ricardo entre d'altres, es varen posar les bases en les quals l'individualisme era la força motora del creixement de la riquesa i del capital formant el corrent de pensament que es coneix com a «liberalisme», que s'oposa en gran manera a la intervenció de cada Estat en l'economia de la seva pròpia nació al limitar la creativitat, l'experimentació i l'esperit de lliure empresa. Smith va expressar, de forma metafòrica, que el lliure mercat i la lliure iniciativa individualista es veu regulada automàticament per una «mà invisible» que s'ocupa de l'adaptació de l'entorn econòmic a les conseqüències de les noves iniciatives integrant-les. Fins i tot els impostos són per aquesta perspectiva una coerció a la llibertat de l'individu. El capitalisme indica que les activitats productives que requereixen un nivell baix de coneixements i especialització han de ser retribuïdes a nivells baixos i d'aquesta forma augmentar la productivitat necessària per cobrir els objectius de benefici. L'utilitarisme de Stuart Mill exposa els avantatges (pragmatisme) que comporta el fet que l'individu desenvolupi les seves activitats en llibertat, espontàniament, l'experimentació, saber elegir entre alternatives i tenir les possibilitats de decidir-se; en canvi, el qui només actua segons un camp estret de llibertats es troba amb una vida empobrida i decadent.
En l'actualitat, les estructures econòmiques dels estats a tot el món s'incorporen al sistema occidental, originari i radicat als EUA. Això és degut al fet que el comerç té en l'actualitat un abast mundial que inclou a tots els estats en tots els continents i cultures; només queden algunes nacions amb formulacions diferents però són poc influents. Aquestes idees han propagat una doctrina que s'ha estès mundialment amb les activitats didàctiques que han portat a terme diverses escoles d'economia com l'Escola d'Economia de Chicago, influint de forma determinant en la política de diversos Estats. Per a Milton Friedman (1912-2006), premi Nobel d'Economia l'any 1976, la llibertat individual de l'empresari es veia coartada per l'existència en determinats estats d'un salari mínim; també era contrari a l'existència d'un sistema estatal de Seguretat Social i de lleis que impedissin la contractació de personal per raó de sexe, raça, religió, o altra particularitat.
Els mitjans de comunicació actuals (radio, televisió, agències de premsa) comporten l'uniformisme en la distribució de continguts, a més de la immediatesa en conèixer el que està succeint, lo qual és una garantia de llibertat de manera que cada individu pot reaccionar segons el seu criteri. Anteriorment, quan el ciutadà coneixia l'esdeveniment, en molts casos ja «no hi havia res a fer». Amb el medi internet aquesta característica de comunicació, en xarxa, s'amplia molt.
En l'economia capitalista quan hi ha un equilibri entre els participants que permeti exercir la competència en suficients nivells d'igualtat d'oportunitats els monopolis i el poder de determinades oligarquies queda reduït per no destruir els nivells inferiors d'economia productiva. Actualment està elaborant-se el Tractat Transatlàntic de Comerç i Inversió (TTIP en anglès) entre els EUA i la UE que descompensa la relació de poder comercial, tècnic i de recursos afavorint les grans corporacions transnacionals, reduint els límits del camp d'acció dels individus i de petites organitzacions i institucions.

### Treball
Des de la Revolució Industrial del segle xviii les indústries varen anar creixent ràpidament en grandària, en força de treball i maquinària fins que en el mercat de treball s'ha vist com la maquinària, el taylorisme, la burocratització sindical i les noves tecnologies ha anat minvant l'autonomia i la iniciativa dels treballadors contractats. El progrés del capitalisme comporta la concentració de capital i de les empreses en entitats amb recursos centralitzats en dinàmica creixent. Actualment, molts treballadors han de finalitzar el contracte laboral permanent amb l'empresa per convertir-se en treballadors externalitzats que en termes legals són els «treballadors autònoms», individus que són empresaris d'ells mateixos i han de competir amb l'entorn. Aquesta vida laboral no dona marge a gaire solidaritat vers la col·lectivitat laboral. En l'altre extrem es troba el col·lectivisme on hi han els gremis, els sindicats, les cooperatives, les associacions i col·legis professionals, entre d'altres. Les noves tècniques informàtiques han permès l'aproximació o la connexió directa entre producció i consum i la creació del que es coneix com a economia de consum col·laborador, que situa unes empreses entre el col·lectivisme i el treballador autònom, en sectors com el de la distribució, el transport, l'habitatge, serveis de treballs temporals, etc. Les empreses en aquest sector tenen una orientació social o una altra econòmica i normalment una mescla de les dues.
Les agrupacions de treballadors en sindicats es va iniciar al Regne Unit al segle xix amb la Revolució Industrial amb el propòsit de protegir els treballadors sindicats en casos de conflicte (vagues) amb els propietaris de l'empresa.
Amb la incidència del treball en l'economia les campanyes de publicitat comercial o propaganda política estudien, entre moltes altres coses, el nivell d'individualisme de la població per determinar i adequar-hi els missatges que es trameten. Si en una societat els consumidors-electors-contribuents tenen característiques uniformes, les campanyes tenen costos menors. Els treballadors autònoms són dins l'individualisme per subsistir i prosperar; tot i que es troben en una situació aliena i forçada, se'ls vol motivar amb el qualificatiu de «nous emprenedors». A l'Estat espanyol, entre 2008 i 2016 la proporció entre treballadors autònoms ha crescut d'un 16% a un 18% respecte al creixement de treballadors dependents (amb contracte laboral). A causa de la crisi, el nombre de treballadors afiliats a la Seguretat Social ha disminuït en un 12%. Els treballadors afiliats al Règim General (els «empleats») han disminuït en un 7% mentre que els treballadors en el règim especial de treballadors autònoms ha disminuït en un 1%. Això indica la tendència d'augment de treballadors autònoms respecte als «empleats». La diversitat de treballadors (llengües, estatus, sexe, país d'origen, etc.) en àrees geogràfiques, en empreses, dona facilitat a l'autoemprenedoria i l'individualisme fomentant la creació de petites empreses.
En el món de les relacions laborals, des de mitjans del segle XX hi ha una deriva postindustrial que va de la figura de l'assalariat vers la del treballador autònom. L'autonomia laboral, amb una precària regulació, va aparellada amb l'individualisme.
Una acció individualista de qui és assalariat és no acceptar compensacions no salarials (plans d'assegurança, profit-sharing, cotxe d'empresa, etc.) que creen més dependència. A més, aquestes compensacions no generen més compromís amb els objectius de la corporació.
L'afiliació de treballadors dependents a algun sindicat a Espanya (dades de 1998) és de 16% segons el Ministeri espanyol. Segons un sindicat, l'afiliació de treballadors dependents a algun sindicat a Espanya (dades de 2010) és del 19%. A altres països europeus l'afiliació va des del 20% al 88%.
La política penitenciària occidental aplica als internats a les presons una formació en activitats laborals autònomes, oficis en la majoria dels casos, facilitant l'individualisme. Els tipus d'ofici disponibles a cada centre són limitats en nombre i profunditat.
La clàssica artesania ha perdut significació en l'actual societat industrial occidental a causa de no poder competir en termes econòmics amb la producció industrial. Les noves TIC permeten un present i un futur que Richard Sennett veu en el programari de codi obert que permet a tècnics generar aplicacions informàtiques de forma individual en molts casos.

## Política
La creació de l'Estat com organització social va progressar des de l'antiguitat. El dret, amb la legislació (en primer lloc, la constitució) és un dels seus pilars. El pensament anarquista és contrari a l'existència de l'Estat i l'antropòleg Marvin Harris (1927-2001) assenyala que amb l'aparició de l'Estat, deguda a les necessitats de controlar la distribució i salvaguarda i/o conquesta de les produccions que les millores en producció agrícola donaven, produccions pròpies o d'altri, es passa de la llibertat a l'esclavatge. L'individu que exerceix la seva llibertat ha de reconèixer les responsabilitats de les seves accions mentre que les responsabilitats del que és «dependent» són diferents i menors. L'escepticisme, en negar l'adhesió a opinions o creences, dificulta prendre decisions, cosa important per l'individualista, per qui l'acció per aconseguir objectius és determinant. És de general coneixement que quan es presenta un problema, si es crea una comissió per solucionar-lo, el resultat acostuma a ser pobre, si és que n'hi ha algun. Adagi: Reunió de pastors, ovelles mortes.
L'anarquia es basa en la posició dels ciutadans contra la institució de l'Estat, la religió i el dret. Segons Kropotkin (1842-1921), l'anarquia permet la solidaritat entre els ciutadans i la lliure iniciativa de l'individu. Anteriorment, Bakunin (1814-1876) ja defensava el col·lectivisme i l'antiautoritarisme, rebutjant l'Estat i defensant la revolució llibertària en lloc de l'autoritària pròpia del comunisme. Només en aquest darrer punt, en defensar la lliure iniciativa, l'anarquisme coincideix amb l'individualisme, ja que la moral anarquista fomenta l'associacionisme, i no únicament en termes de guanys econòmics com planteja l'utilitarisme.
Per a Erich Fromm, «la insignificança i la impotència de l'individu és un terreny idoni per a l'aparició del feixisme.» Per a Gilles Lipovetsky la disminució en els temps actuals de la consciència política i la consciència de classe social ha portat l'increment d'una nova versió de l'individualisme: el narcisisme, que «permet una radicalització de l'abandonament de l'esfera pública.» Octavio Paz, citant Eduard Spranger, ubica el narcisisme en l'etapa adolescent dels humans en la que el sentiment i l'experiència de la solitud dona consciència de singularitat i situant el narcisisme en etapes posteriors indica una regressió.
A l'època de la colonització i posteriorment la formació dels Estats Units d'Amèrica amb la independència de la Gran Bretanya, el caràcter individualista va arrelar profundament en la cultura dels seus pobladors de forma que encara perdura en l'actualitat en la nació que és notòriament individualista i és la primera potència econòmica mundial.
En les eleccions en democràcia el vot s'exerceix individualment. Quan es pertany a un col·lectiu, la «disciplina de vot» s'oposa a l'individualisme.

## Ensenyament
Cal distingir el que s'entén com educació (normalment acadèmica, reglada, principalment col·lectivitzada) del que és l'aprenentatge (és el subjecte qui la activa, individualment). L'ensenyament versa sobre el que volen «els altres» i l'aprenentatge és el que s'obté sobre el que interessa a l'individu. L'educació individualista té l'objectiu d'ensenyar a aprendre que les pròpies activitats son més importants que les relacionades amb les dels altres. Als centres escolars s'ensenyen les matèries dels plans creats pels organismes responsables i, a part d'això, s'aprèn com és la societat, com s'espera que sigui el comportament i la forma de pensar de cada u i com s'espera que cada u tingui cura d'ell mateix.
La influència de l'individualisme varia en el desenvolupament humà de la infantesa, on hi ha una total dependència respecte als progenitors i les seves normes, partint de la consciència del «jo» per seguir les etapes, superposades, de la pròpia afirmació identitària, l'etapa confrontació-avaluació-judici i la de reivindicació a l'adolescència per arribar a l'ensenyament superior o al final dels estudis.
L'ensenyament assistit per ordinador (EAO o e-learning) majoritàriament individuals i els processos d'elaboració de projectes als centres educatius, majoritàriament col·lectius amplien el foment d'un o l'altre sistema d'aprenentatge.
L'ensenyament de nivells bàsics en institucions religioses catòliques, protestants i islàmiques concorda amb la perspectiva col·lectivista religiosa mentre que en nivells superiors (escoles de negocis com IESE, ESADE) hi entra la perspectiva individualista.

## Noves tecnologies
El totalitarisme es veu afavorit amb l'escrutini del comportament i l'accés a la privacitat dels habitants, tot i que i la Constitució espanyola i la legislació europea tracta el dret a la intimitat en l'Article 18 de l'espanyola, i la de l'europea.
La primera eina que es va crear a l'Antiguitat va permetre fer coses a fora de les lleis de la Naturalesa i es pot considerar aquesta com la primera acció individualista (deixant a part la poma d'Eva). Com amb totes les eines hi ha utilitzacions creatives i utilitzacions destructives.
El gran poder per fer investigació amb el medis tècnics actuals i els que vindran: Big Data, anàlisi i tractament d'imatges, Drons, etc., afebleix l'individualisme perquè els individus puguin actuar fora els límits, normes o lleis que s'han fixat, i així veu reduït el seu abast. Però les noves tecnologies, com per exemple el «codi obert», permet generar activitats, o projectes, o empreses, o respostes diferents o contràries a les exigències de governs, empreses, monopolis o qualsevol imposició institucional o privada.
Algunes activitats ja disponibles en l'actualitat que afecten l'individualisme:
- Realitat virtual.

De l'article «La màquina de ser un altre»: «La realitat virtual és una tecnologia perfecta per posar-se en la pell d'un altre» i reflexionar així sobre la pròpia identitat. També serveix per a l'entreteniment.
- Multimèdia

La gran quantitat de comunicacions que arriben als individus té poder paralitzant sobre el pensament crític del qui rep els missatges, principalment en forma multimèdia. Aquest modus de comunicació comporta la transmissió de dades simultàniament (so i imatge principalment) mentre que la lectura o el discurs arriba a la consciència del receptor en sèrie, frase darrera frase, idea darrera idea, permetent reaccionar-hi i assimilar-ho. El multimèdia s'usa, entre molts altres propòsits, per fer el que es coneix com a publicitat subliminal, que com indica la paraula subliminal, transcorre per dessota dels límits de la percepció del receptor dels missatges, incapacitant-li la consciència. La quantitat de coneixements accessibles col·lectivament disminueix el poder de l'individualista.
- Monedes locals, Bitcoin

El Bitcoin és una moneda virtual que és fora del poder de cap banc, govern o entitat financera i funciona com qualsevol altra moneda local, amb la diferència que bitcoin és mundial, no té presència física i és dins el món internet. Qualsevol individu pot crear el seu dipòsit de Bitcoins i fer-hi pagaments o cobraments. El seu dipòsit de Bitcoins és lliure de les pressions i regulacions que tenen les monedes Euro, Dòlar, Ien, etc.
- Treballs temporals

Un recurs que minva la vinculació del treballador amb l'organització que compra la seva força de treball i el seu interès a desenvolupar la seva creativitat individualista són els treballs temporals. Aquest mercat ha pogut aprofitar la disminució de l'oferta de treballadors per llocs de treball assalariats en disposar d'un nombre creixent d'individus autònoms.
- Alteració de l'ADN. CRISPR/Cas9.

La recerca en embrions humans ja és regulada en molts països i ara s'ha d'establir noves directives sobre l'ús de la tècnica CRISO/Cas9 sobre quins són els límits per exemple per encarregar nadons amb unes característiques físiques determinades pels seus progenitors.
- Robòtica

Els robots tenen múltiples aplicacions i algunes són elaborades per potenciar les capacitats individuals. També hi ha aplicacions que impedeixen a humans fer activitats fora dels límits establerts en la programació del robot. Al Regne Unit hi ha una institució que ha elaborat uns principis per regular les accions dels robots. En l'àmbit militar hi ha uns robots (Lethal Autonomous Weapon, LAW, arma letal autònoma) el propòsit dels quals és el seu ús com armes en accions mortals. Diverses ONG han creat una campanya contra aquestes armes autònomes.
Les tècniques d'intrusió en programaris aliens (hacking) també apliquen als robots, així com la col·laboració entre robots.
- Anticipació de necessitats

Les dades registrades que les empreses obtenen sobre els hàbits de consum de persones identificades, amb l'ajuda d'algoritmes poden encaminar aquestes persones vers accions determinades. Aquestes dades també s'usen en les polítiques comercials, de fabricació, d'emmagatzematge, de distribució i en la venda de les dades a altres organitzacions.
- Furonejar (hacking) i Encriptació

La intromissió en els sistemes informàtics va des de l'espionatge en grans projectes industrials, presa de dades per extorquir, etc. fins a ordinadors personals, intrusions fetes per hackers en el programari d'ordinadors personals, de control d'automòbils causant accidents, etc. Les tècniques d'encriptació per seguretat i blindatge permeten augmentar la defensa de la privacitat.
- Intel·ligència artificial.

La intel·ligència artificial (AI, sigla derivada de la forma anglesa del terme) s'aplica a qualsevol dispositiu informatitzat i la seva aplicació en la internet de les coses pot disminuir l'autonomia i la privacitat dels individus.